# Superchunk (álbum)
Superchunk  es el primer álbum de estudio y álbum debut de la banda estadounidense de rock: Superchunk. El álbum a pesar de ser su debut tuvo poco éxito y se fue convirtiendo como material de culto e igual es considerado un clásico de los mismos seguidores de culto.
El grupo promovio este álbum bajo el movimiento llamado DIY "Do It Yourself" que en español significa: "Hazlo tu Mismo" y fue parte del movimiento de la música underground de la década de 1990.
Fue un álbum representativo del college rock.
El álbum es conocido por los sencillos "Slack Motherfucker" y "Swinging".
La remasterización del álbum fue lanzada en 2017 por igual la discográfica estadounidense: Merge Records.

## Sonido
El álbum se categoriza del sonido como indie rock, college rock, punk rock y el rock alternativo.

## Lista de canciones
Todas las canciones escritas y compuestas por Superchunk. 
| Superchunk |                      |          |  |
| N.º        | Título               | Duración |  |
| 1.         | «Sick to Move»       | 03:14    |  |
| 2.         | «My Noise»           | 02:25    |  |
| 3.         | «Let It Go»          | 02:53    |  |
| 4.         | «Swinging»           | 02:11    |  |
| 5.         | «Slow»               | 05:08    |  |
| 6.         | «Slack Motherfucker» | 02:52    |  |
| 7.         | «Binding»            | 03:03    |  |
| 8.         | «Down the Hall»      | 02:41    |  |
| 9.         | «Half a Life»        | 03:42    |  |
| 10.        | «Not Tomorrow»       | 04:39    |  |
| 32:48      |                      |          |  |

## Personal
- Mac McCaughan - vocal, guitarra
- Jack McCook  - vocal de apoyo, guitarra
- Laura Ballance - vocal de apoyo, bajo
- Chuck Garrison - batería

### Personal adicional
- Alan - arte
- Buffy "Buff-Y" - fotografía
- Sleeve - remasterización con Merge Records